# Ludolf von Krehl
Ludolf von Krehl (1825 – 1901) è stato un orientalista tedesco, allievo di Fleischer.

## Opere
- Über die Religion der vorislamischen Araber. Leipzig 1863.
- Über die koranische Lehre von der Prädestination. Leipzig 1870.
- Beiträge zur Charakteristik der Lehre vom Glauben im Islam. Leipzig 1877.
- Ueber die Sage von der Verbrennung der Alexandrinischen Bibliothek durch die Araber: Estratto dagli Atti del IV Congresso degli Orientalisti. Florenz 1880. 24 S.
- Das Leben und die Lehre des Muhammed. Leipzig 1884, Band 1.

- Omar ben Suleimans Erfreuung der Geister. Leipzig 1848, mit deutscher Übersetzung.
- ein Teil von Makkaris Geschichte „der spanischen Araber“ (Analectes sur l'histoire et la littérature des Arabes d'Espagne, par al-Makkari; Leiden 1855 ff., 2 Bände)
- arabischer Text der Traditionssammlung von Buchari (Recueil des traditions musulmanes par el-Bokhari, Leiden 1862-72, 3 Bände)